# Vistrach (vévoda)
Vistrach (latinsky Wiztrach) (9. století – před 857) byl vévoda sídlící ve Vistrachově městě v oblasti dnešních Čech a též otec Slavitaha.

## Život
Jediná zmínka o Vistrachovi pochází z Fuldských letopisů, které se zmiňují o jeho otcovském vztahu ke Slavitahovi. Díky vhodnému časovému rozpoložení událostí je pravděpodobné, že se vévoda Vistrach účastnil společně s dalšími 13 knížaty křtu v Řezně roku 845. Tehdy byla knížata vystavena hrozbě v podobě Východofranské říše, a proto se snad nechali pokřtít. K roku 857 se o něm zmiňují Fuldské letopisy, kdy bylo vojskem pod velením biskupa Otgara, dvorního hraběte Ruodolta a Ernsta obsazeno po mnoho let odbojné město vévody Vistracha (civitas Wiztrachi). Slavitah, jeho syn, který ve městě vládl, byl vypuzen z města, následně uprchl a uchýlil se pod ochranu moravského knížete Rostislava. To umožnilo Slavitahovu bratrovi, jež žil ve vyhnanství u srbského Čestibora, usednout na knížecí stolec místo Slavitaha, jímž byl v minulosti z vlasti vyhnán.

## Umístění města
Gelasius Dobner (1774), František Palacký (1848), nebo archeolog Rudolf Turek (1963) se domnívali, že Vistrachovo město leželo na místě dnešní Weitry v Dolních Rakousích. Nynější archeologické bádání však spíše zastává názor, že se hradiště nacházelo v severních Čechách, Jiřím Slámou poprvé ztotožněno (1973) se Zabrušany poblíž Teplic.